# 九號湯普森鎮區 (北卡羅萊納州阿拉曼斯縣)
九號湯普森鎮區（英語：Township 9, Thompson）是位於美國北卡羅萊納州阿拉曼斯縣的一個鎮區。

## 地方資料
九號湯普森鎮區的面積為89.35平方千米，皆為陸地。根據2020年美國人口普查的數據，當地共有人口9917人，而人口密度為每平方千米110.99人。